# Henri de Rigny
Marie Henri Daniel Gauthier, graaf van Rigny (Toul, 2 februari 1782 – Parijs, 6 november 1836) was een Frans admiraal, later kamerlid en minister.

## Biografie
Henri de Rigny was oudste van zes kinderen van een voormalige kapitein van het Penthièvre-Dragons-regiment, Jean-François Gaulthier de Rigny, die stierf toen Henri tien jaar oud was. Hij was naar een internaat gestuurd waar hij een klassieke Franse opvoeding kreeg, tot de Franse Revolutie daar een eind aan maakte. Vervolgens werden de kinderen door een tante in haar gezin opgenomen. In 1798 meldde hij zich aan bij de marine academie in Brest, onder admiraal Étienne Eustache Bruix en werd hij adelborst. Zo nam hij deel aan de Expeditie van Napoleon naar Egypte. In 1803 werd hij benoemd tot vaandrig en in deze hoedanigheid werd hij naar het kamp Boulogne gestuurd; daar is hij verantwoordelijk voor het bevel over de korvet La Triomphante. In 1806 maakte hij tijdelijk de overstap naar het Franse landleger en vocht mee in de Slag bij Jena.

### Militaire loopbaan
In 1808 werd hij overgeplaatst naar het Franse leger in Spanje, waar hij diende als aide-de-camp van maarschalk Jean-Baptiste Bessières en hij wist zich te onderscheiden tijdens de Slag bij Medina de Rioseco. Hij raakte later bij Somosierra gewond en was getuige van de inname van Madrid. In 1809 werd Rigny bevorderd tot luitenant. Na de verbanning van Napoleon kreeg hij zijn volgende promotie.
Rigny werd door de Franse regering belast met het Franse oppercommando in de Griekse wateren tijdens schermutselingen die tot de Griekse Onafhankelijkheidsoorlog tegen het Ottomaanse Rijk voerden. In 1823 volgde de benoeming tot admiraal. Vier jaar later leidde hij de Franse marine naar de overwinning in de zeeslag bij Navarino, samen met zeevloten van Engeland en Rusland. Als dank en huldiging daarvoor werd hij opgenomen in de Orde van het Bad en de Orde van Sint-Alexander Nevsky. In 1829 verhief koning Karel X van Frankrijk Rigny in de adelstand.

### Politieke carrière
Admiraal de Rigny werd in 1831 door een dubbele verkiezing benoemd tot lid van de  Kamer van Afgevaardigden. Op 3 maart van datzelfde jaar ontving hij van Louis Philippe, de marineportefeuille. Op 4 april 1834 werd hij tevens belast met het ministerie van Buitenlandse Zaken. Hij moest deze functies al na twee weken afstaan om voor korte tijd terug te keren als marine aanvoerder in de Levant. Na zijn terugkeer werd hij ook nog gedecoreerd met het Franse Legioen van Eer. In juli 1830 werd Rigny voor de tweede keer voor korte tijd minister van Marine. Daarnaast bleef hij actief in het Franse Huis van Afgevaardigden.
In 1834 ging hij werken voor het ministerie van Buitenlandse Zaken. In maart 1835 werd zijn gezondheid erg instabiel en trok hij zich terug uit alle openbare functies. In november 1836 overleed hij en werd hij begraven op het Cimetière du Père-Lachaise.

## Familieleven
In 1834 trouwde hij op 52-jarige leeftijd met de 20 jaar jongere Adèle Narcisse Defontaine, afkomstig uit Bergen (België), weduwe van de rijke Belgische zakenman Florent François Daniel Honnorez (1780 - 1830), die drie jonge dochters had. Drie maanden na zijn dood beviel zijn weduwe in Parijs van een dochter voor wie vooraf al een naam was uitgezocht, Marie Amélie Louise Philippine. die achtereenvolgens met een graaf en een baron trouwde. Adèle overleed in 1875 in het kasteel van Ris-Organgis, waar een van haar dochters resideerde.

## Basis van dit artikel
- Dit artikel of een eerdere versie ervan is een (gedeeltelijke) vertaling van het artikel Henri de Rigny op de Franstalige Wikipedia, dat onder de licentie Creative Commons Naamsvermelding/Gelijk delen valt. Zie de bewerkingsgeschiedenis aldaar.

- Bibliothèque nationale de France: cb11319657t (data)
- Gemeinsame Normdatei: 116547391
- International Standard Name Identifier: 0000 0003 6174 7637
- Base Léonore: LH//2330/67
- Virtual International Authority File: 221008836